# Dane Belton
Dane Belton (Tampa, Florida, 7 de diciembre de 2000) es un jugador profesional estadounidense de fútbol americano, se desempeña en la posición de safety en New York Giants, en la National Football League (NFL).

## Carrera
Fue seleccionado en la cuarta ronda en la Reunión Anual de Selección de Jugadores de la NFL de 2022. Hizo su debut profesional con el equipo New York Giants, donde lleva jugando dos temporadas.